# Cima Posta
Cima Posta – szczyt w paśmie Prealpi Vicentine, w Alpach Wschodnich. Leży w regionie Wenecja Euganejska, w północnych Włoszech.